# Кабве, Родерик
Родерик Кабве (англ. Roderick Kabwe; 30 ноября 1992) — замбийский футболист, полузащитник клуба «Захо» и сборной Замбии.

## Карьера

### Клубная карьера
Родерик начал заниматься футболом в команде «Форест Рейнджерс». В 2011 году полузащитник перешёл в клуб «Кабве Уорриорз». В первом же сезоне его команда заняла 13 место в чемпионате и покинула высший футбольный дивизион Замбии.
В 2012 году «Кабве Уорриорз» при участии Родерика завоевали право возвратиться в Премьер-лигу. Однако в конце сезона полузащитник принял решение сменить команду и подписал контракт с «Занако», с которым стал по итогам сезона 2015 серебряным призёром чемпионата. Родерик принимал участие во встречах Лиги чемпионов КАФ 2013, где «Занако» дошёл до первого раунда квалификации.

### Карьера в сборной
Родерик 6 июля 2012 года дебютировал в составе сборной Замбии в товарищеском матче со сборной Малави.
В 2013 году Кабве со сборной Замбии стал бронзовым призёром Кубка КЕСАФА 2013.
24 декабря 2014 года полузащитник был включён в предварительный состав сборной для участия в Кубке африканских наций 2015. 7 января 2015 года Кабве попал в окончательную заявку на турнир. В Экваториальной Гвинее Родерик не принял участие ни в одном из матчей группового этапа.